# دریاچه سوتلویار
دریاچه سوتلویار (انگلیسی: Lake Svetloyar) یک دریاچه در استان نیژنی نووگورود کشور روسیه است.